# کورچیسکی
کورچیسکی (به لهستانی:  Koryciski) یک روستا در لهستان است که در گمینا دوبیچه تسرکیونه واقع شده‌است.
 کورچیسکی  ۱۵۰ نفر جمعیت دارد.